# الدوري الإكوادوري لكرة القدم 1975
الدوري الإكوادوري لكرة القدم 1975 (بالإسبانية: Campeonato Ecuatoriano de Fútbol 1975)‏ هو الموسم 17 من الدوري الإكوادوري لكرة القدم. أشرف على تنظيمه اتحاد الإكوادور لكرة القدم، وكان عدد الأندية المشاركة فيه 12، وفاز فيه ليجا دي كويتو.